# 1992年バルセロナオリンピックの南アフリカ選手団
1992年バルセロナオリンピックの南アフリカ選手団（1992ねんバルセロナオリンピックのみなみアフリカせんしゅだん）は、1992年7月25日から8月9日にかけてスペインのカタルーニャ州バルセロナで開催された1992年バルセロナオリンピックの南アフリカ選手団、およびその競技結果。

## 概要
南アフリカは、イギリス植民地時代の1904年セントルイスオリンピックからオリンピックへ参加したが、人種隔離政策アパルトヘイトに対し世界中からの非難を浴び、イギリス連邦脱退後の1964年インスブルックオリンピックおよび1964年東京オリンピック以降はオリンピックへの参加が認められなくなった。1991年2月、フレデリック・ウィレム・デクラーク大統領がアパルトヘイト法の撤廃を宣言したことで、1992年バルセロナオリンピックからオリンピックに復帰を果たした。その際、アパルトヘイトの旗というイメージのある1928年以来の南アフリカの国旗ではなく、特別の旗を用意することになった（一方、南アフリカ白人の観客が国旗を観客席に持ち込もうという動きもあった）。
8大会ぶりの参加となった今大会では、銀メダル2個、合計2個のメダルを獲得した。

## メダル
| メダル | 選手名                                | 競技   | 種目         |
| ------ | ------------------------------------- | ------ | ------------ |
| 銀     | エレナ・マイヤー                      | 陸上   | 女子10000m   |
| 銀     | ウェイン・フェレイラ ピート・ノーバル | テニス | 男子ダブルス |